# Berhthun
Berhthun o Beorhthun (fl. VII secolo) fu un dux del Sussex.
Vissuto alla fine del VII secolo, la Historia ecclesiastica gentis Anglorum di Beda ricorda l'invasione del Sussex da parte di Caedwalla del Wessex, durante la quale morì re Æthelwalh. Caedwalla fu poi cacciato da Beorhthun e Andhun, che comandarono insieme sul Sussex. Tuttavia, Beda ricorda che Beorhthun fu in seguito ucciso e che il Sussex fu conquistato da Caedwalla.